# Colom gavatxut valencià

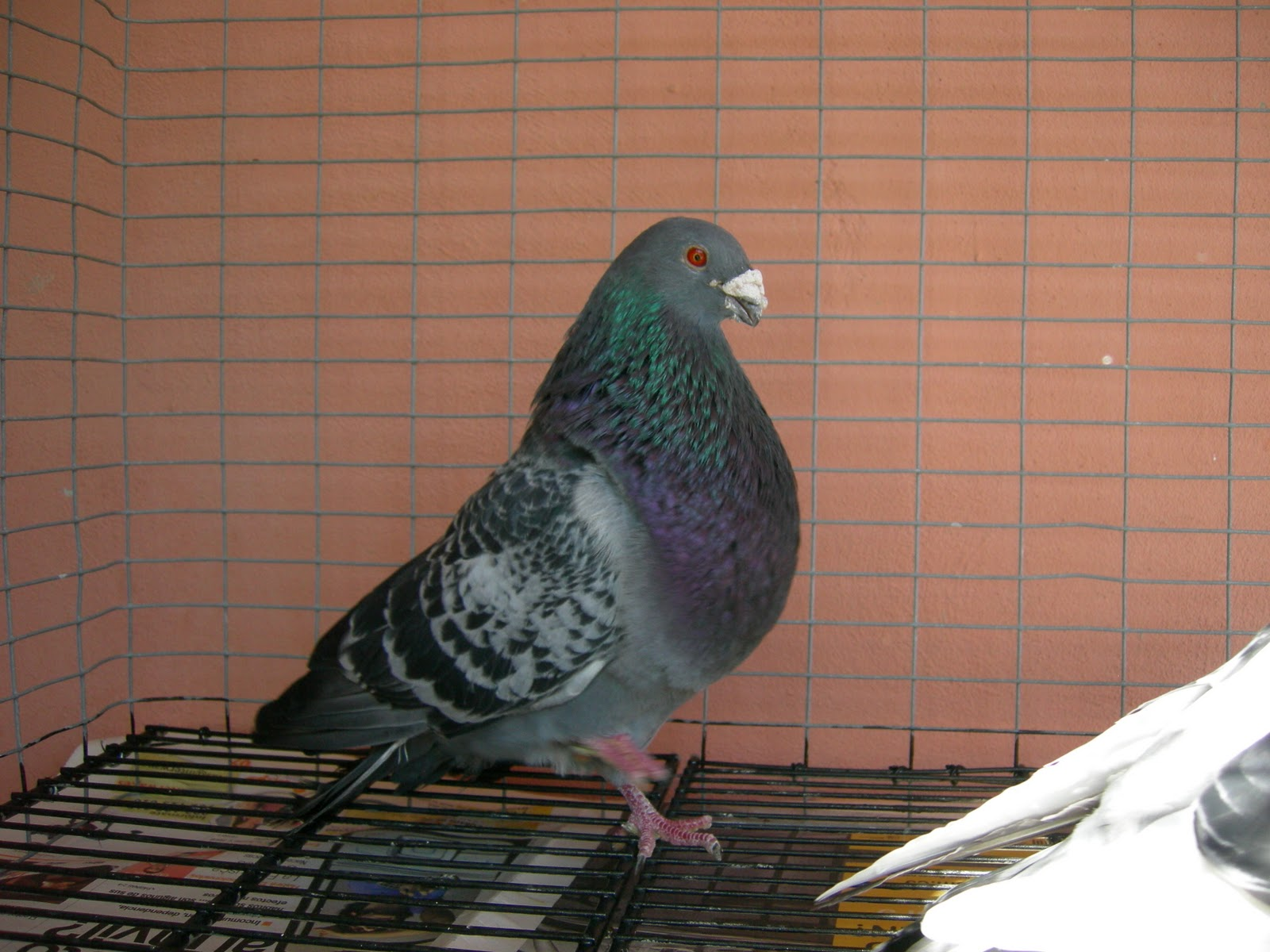
Colom gavatxut valencià

El gavatxut valencià és un tipus de colom que es va començar a criar per al vol i caça, en diferents localitats valencianes cap a principis dels anys 80. Després de la formació, el 1980, del club de coloms de raça del País Valencià, que abasta els criadors i aficionats als coloms gavatxuts de raça, comencen les primeres iniciatives per a estandarditzar-los, i amb això la selecció del colom valencià.
Es tracta d'un colom de grandària mitjana, amb un pes que oscil·la entre els 400 grams. Silueta d'aparença triangular, lleugerament allargada (25-27 cm) vista des de tots els plànols menys el frontal. Agressiu amb els possibles coloms competidors. Molt territorial, posseeix instint de conservació, i no va a colomers aliens o llocs sospitosos.
Té el cap en forma d'ametla, com una el·lipse, i el coll amb una grandària mitjana, d'aspecte ample i amb lluentor fins a quasi el cap. El seu pic no és llarg ni gros, quasi recte, lleugerament corb amb la mateixa línia que el cap, el color és variat i va des del color os fins al negre pissarra. Els ulls són de color roig ataronjat fort.